# 玛丽耶勒·阿芒
玛丽耶勒·阿芒（法語：Marielle Amant，1989年12月9日—），法国女子篮球运动员，场上位置是中锋。她曾代表法国国家队参加2016年夏季奥林匹克运动会篮球比赛，获得第四名。